# Keratopygos megalos
Keratopygos
Genre
Espèce
Keratopygos megalos, unique représentant du genre Keratopygos, est une espèce fossile de collemboles de la famille des Katiannidae.

## Distribution
Cette espèce a été découverte dans de l'ambre de la formation Foremost en Alberta au Canada. Elle date du Crétacé.

## Publication originale
- Christiansen & Pike, 2002 : Cretaceous Collembola (Arthropoda, Hexapoda) from the Upper Cretaceous of Canada. Cretaceous Research, vol. 23, no 2, p. 165-188.